# Итри
Итри (итал. Itri) — коммуна в Италии, которая расположена в южной части региона Лацио и подчиняется административному центру Латина. Город находится у подножья гор Аврунки (итал. Aurunci)  на высоте 170 м над уровнем моря, в 8 км от побережья Тирренского моря, между Сперлонгой и Гаэтой. Происхождение названия города связывается с лат. Iter (путешествие, путь), однако существует также мифологическая трактовка, связанная с легендой о побеждённой Гераклом Лернейской гидре (др.-греч. Ὕδρα, «водяная»). Согласно преданию, первое поселение было создано на берегу моря греческими колонизаторами и называлось Amyclae, однако внезапное нашествие змей вынудило жителей покинуть побережье и забраться в горы.Это отчасти объясняет изображение змеи на гербе города.

## Историческая справка
Здесь люди жили с доисторических времён, о чём свидетельствуют археологические раскопки: в частности,  в Долине Олив найдены орудия из камня и обсидиана, а также предметы, относящиеся к Бронзовому веку.
На этой территории проживала народность Аврунки, земли были завоёваны римлянами в 312 году до н.э. Тогда же проложили Аппиеву дорогу, которая вела из Рима в Капую. Это была единственная дорога, по которой можно было проехать на юг полуострова. Таким образом, Итри приобрёл значение стратегического пункта, что-то вроде почтовой станции, места отдыха путешественников и смены лошадей.
Первые документальные упоминания о поселении Итри найдены в документах купли-продажи и относятся к 914 году. Между IX и XI веками возник замок на вершине холма над Аппиевой дорогой. Первоначально замок представлял собой средневековую пятиугольную башню с небольшой зубчатой стеной. Позднее, в 950 году,  герцог Марино I построил вторую башню, больше и выше первой. Впоследствии замок достраивался: так появилась ещё одна квадратная  жилая башня и переход, который соединял все башни. Вокруг замка начало строиться поселение, окружённое средневековыми защитными стенами с башнями и воротами. В нём жили люди, занятые на работах в замке — ремесленники, портные, повара и слуги. Позже, в XVI веке, когда миновала опасность нападений (в средние века в этой зоне бесчинствовали пираты), началось строительство за пределами стен вдоль Аппиевой дороги. Здесь селились  в основном земледельцы, животноводы и торговцы.
Городок Итри первоначально относился к герцогству Гаэты, позже перешёл в подчинение к городу Л’Акуила, а затем во владения знати из города Фонди. С XIII века и до 1861 года Итри относился к Неаполитанскому королевству и входил в состав древней провинции Terra di Lavoro - Рабочая Земля. Эта вековая территориальная принадлежность к провинции продолжалась вплоть до 1927 года, потом город был присоединён к провинции Казерта и, наконец, в 1934 году Итри был включён в состав провинции Латина, которую во времена Муссолини называли Литтория.

## Климат
В местности Итри уравновешенный климат. Зимой от холодных ветров город защищают окружающие со всех сторон горы, а летом к закату с гор спускается свежий ветер.

## Исторические личности
Город Итри ещё называют городом священников и разбойников, потому что здесь родились многие знаменитые личности. Среди них:
Папа Урбан VI (Urbano VI, он же Bartolomeo Prignano) родился в Итри  в 1318 году, умер в Риме в 1389 году.
Латинский патриарх (patriarca Latino di Costantinopoli) Джакомо из Итри (Giacomo da Itri) родился в Итри около 1330 года, умер в Авиньоне около 1390 года.
Кардинал Католической церкви Джованни Винченцо Акуавива д’ Арагона (Giovanni Vincenzo Acquaviva d' Aragona) родился в 1490 в Итри,  умер в Неаполе в 1546 году.
Итальянский кардинал Ипполито Медичи (Ippolito de' Medici) Урбино (Urbino) родился в Итри в 1511 году.
Епископ Пьяченцы  (1568) и архиепископ Неаполя (1570)  Блаженный Паоло Бурали д’ Ареццо (Beato Paolo Burali d' Arezzo): родился в Итри в 1511, умер в Неаполе в 1578 году.
Марко Шиарра (Marco Sciarra) - итальянский преступник, живший во второй половине XVI века.
Фра Дьявола (Fra Diavolo, в миру Микеле Пецца (Michele Pezza), бывший полковник Бурбонской армии Фердинанда IV) родился в Итри в 1771 году. Он был объявлен вне закона за участие в борьбе против французской оккупации. Организовал банду, которая  грабила и убивала вельмож в узком ущелье на Аппиевой дороге. Пойман и повешен в Неаполе в 1806 году. Считается разбойником и патриотом. Является известным персонажем литературных и музыкальных произведений.

## Святая покровительница города
Покровительницей коммуны почитается Пресвятая Богородица (Santa Maria della Civita). Праздник ежегодно празднуется 21 июля.

## Города-побратимы
Рокишкис (Литва)